# Muzeum Sztuk Pięknych w Agen
Muzeum Sztuk Pięknych w Agen (fr. Musée des Beaux-Arts d’Agen) – muzeum sztuki w Agen. 
Muzeum zostało założone w 1836 przez Société académique d'Agen. Mieści się w czterech renesansowych budynkach hotelowych w zabytkowym centrum Agen. Zbiory obejmują malarstwo, rzeźbę, meble i ceramikę od średniowiecza do XIX wieku.